# Xian autonome yi de Shilin
Le xian autonome yi de Shilin (石林彝族自治县 ; pinyin : Shílín yízú Zìzhìxiàn) est un district administratif de la province du Yunnan en Chine. Il est placé sous la juridiction de la ville-préfecture de Kunming.

## Démographie
La population du district était de 219 985 habitants en 1999.La population du district était de 246 220 habitants en 2010.

## Sites naturels
Le Karst de Shilin, ensemble de formations karstiques remarquables, fait partie du site du Karst de Chine du Sud, inscrit en 2007 sur la liste du patrimoine mondial. 石林 / Shílín signifie "forêt de pierre".